# Gentianella florida
Gentianella florida là một loài thực vật có hoa trong họ Long đởm. Loài này được (Griseb.) Holub mô tả khoa học đầu tiên năm 1967.